# Терелесовский
Терелесовский — посёлок в Вышневолоцком районе Тверской области.

## География
Посёлок находится в 20 км от центра (Вышний Волочёк).

## Население
По данным Всероссийской переписи населения 2010 года население НП составило 1051 человек.

## Власть
Посёлок в административном плане относится к Терелесовскому поселению Вышневолоцкого района
Тверской области и является его центром.